# Кальвіццано
Кальвіццано (італ. Calvizzano, сиц. Calvizzanu) — муніципалітет в Італії, у регіоні Кампанія,  метрополійне місто Неаполь.
Кальвіццано розташоване на відстані близько 180 км на південний схід від Рима, 10 км на північний захід від Неаполя.
Населення — 12 504 особи (2014).
Покровитель — San Giacomo.

## Демографія
Населення за роками:

Станом на 1 січня 2023 року в муніципалітеті офіційно проживали 593 іноземці з 48 країн, серед них 45 громадян країн Євросоюзу та 139 громадян України.

## Сусідні муніципалітети
- Марано-ді-Наполі
- Муньяно-ді-Наполі
- Куаліано
- Вілларикка